# Chýstovice

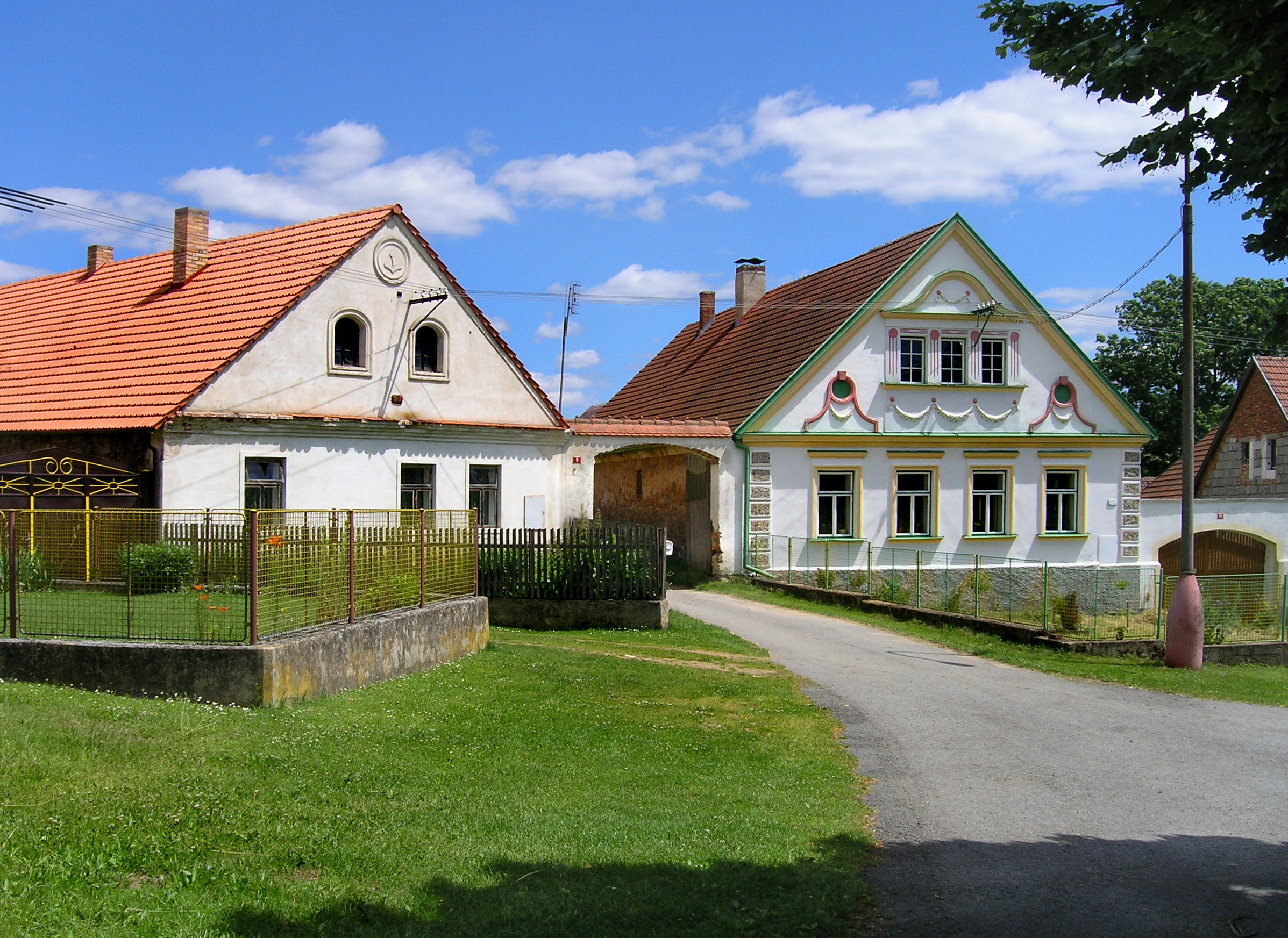
Historische Bauerngehöfte

Chýstovice (deutsch Cheystowitz) ist eine Gemeinde in Tschechien. Sie liegt elf Kilometer nordwestlich von Červená Řečice und gehört zum Okres Pelhřimov.

## Geographie
Chýstovice befindet sich im Südwesten der Böhmisch-Mährischen Höhe an einem linken Zufluss zum Martinický potok (Goldbach). Nordöstlich erhebt sich der Kočihrady (561 m). Gegen Osten liegt der Stauweiher Martinický rybník. Das Dorf liegt an der Staatsstraße 112 zwischen Čechtice und Červená Řečice.
Nachbarorte sind Růžkovy Lhotice im Norden, Krčmy und Skoranovice im Nordosten, Chyšná im Osten, Martinice u Onšova, Borek und Košetice im Südosten, Červův Mlýn, Mikešův Mlýn und Nová Ves im Süden, Kramolín und Jedlina im Südwesten, Křešín und Mohelnice im Westen sowie Čeněnice und Malá Paseka im Nordwesten.

## Geschichte
Wahrscheinlich gehörte die Gegend zum Besitz der Slavnikiden. Nach alten Schriften ließ Herzog Slavník von Zlic auf dem Berg über Onšov eine Holzkirche errichten. Vermutlich erfolgte dies um 980 zu Lebzeiten Slavníks, der überlieferte Zeitpunkt 995 ist unwahrscheinlich, da Slavník 981 in Libice nad Cidlinou ermordet wurde. Im Jahre 1088 beschenkte Vratislav II. seine Frau Swatawa mit einem Sprengel aus dem Besitz des Vyšehrader Kapitels, der zwischen den Flüssen Želivka und Goldbach (Martinický potok) lag und dessen Zentrum Kralowitz bildete. 1144 teilte Vladislav II. den Sprengel zwischen dem Kloster Seelau und dem Bistum Prag auf. Dabei kam die Gegend um Chýstovice zur bischöflichen Herrschaft Řečice. 1233 wurde in einer Besitzurkunde des Klosters der südlich des heutigen Dorfes am Martinický potok gelegene Wald Borek als die nordwestliche Grenze der klösterlichen Herrschaft genannt.
1360 wurde an dem Handelswegs Via Humpolencis, der von Prag über Benešov, Vlašim, Čechtice durch das Tal des Goldbaches und weiter nach Humpolec und Jihlava führte, ein Wächterhäuschen errichtet. In den nachfolgenden Jahren entstand in der Umgebung der Straßenwache um einen runden Dorfplatz mit Teich eine kleine Ansiedlung, die als Chejstovice bzw. Cheystowitz bezeichnet wurde. Angeblich soll sich der Ortsname von der Aufforderung zum Anhalten Hej stoj herleiten.
Nach der Ablösung der Patrimonialherrschaften bildete Chejstovice/Cheystowitz ab 1850 einen Ortsteil der politischen Gemeinde Černičí in der Bezirkshauptmannschaft Ledetsch. Sitz des Bezirksgerichtes wurde wenig später Dolní Kralovice. Ab 1880 bildete Chejstovice zusammen mit dem Ortsteil Jedlina eine eigene Gemeinde. Seit 1923 wird das Dorf als Chýstovice bezeichnet. Ab 1949 gehörte Chýstovice zum Okres Pacov. Nach dessen Auflösung wurde die Gemeinde 1961 dem Okres Pelhřimov zugeordnet. 1976 erfolgte die Eingemeindung nach Košetice. Mit Beginn des Jahres 1992 lösten sich Chýstovice und Jedlina wieder von Košetice los und bilden seitdem eine eigene Gemeinde. Die ehemalige Schule dient heute u. a. als Sitz des Gemeindeamtes und kulturellen Veranstaltungen.

## Gemeindegliederung
Die Gemeinde Chýstovice besteht aus den Ortsteilen Chýstovice (Cheystowitz) und Jedlina (Jedlina) sowie der Einschicht Mikešův Mlýn.

## Sehenswürdigkeiten
- Kapelle am Dorfplatz
- historische Bauerngehöfte am Dorfplatz
- Wassermühle Mikešův Mlýn am Martinický potok südlich des Dorfes

## Bilder

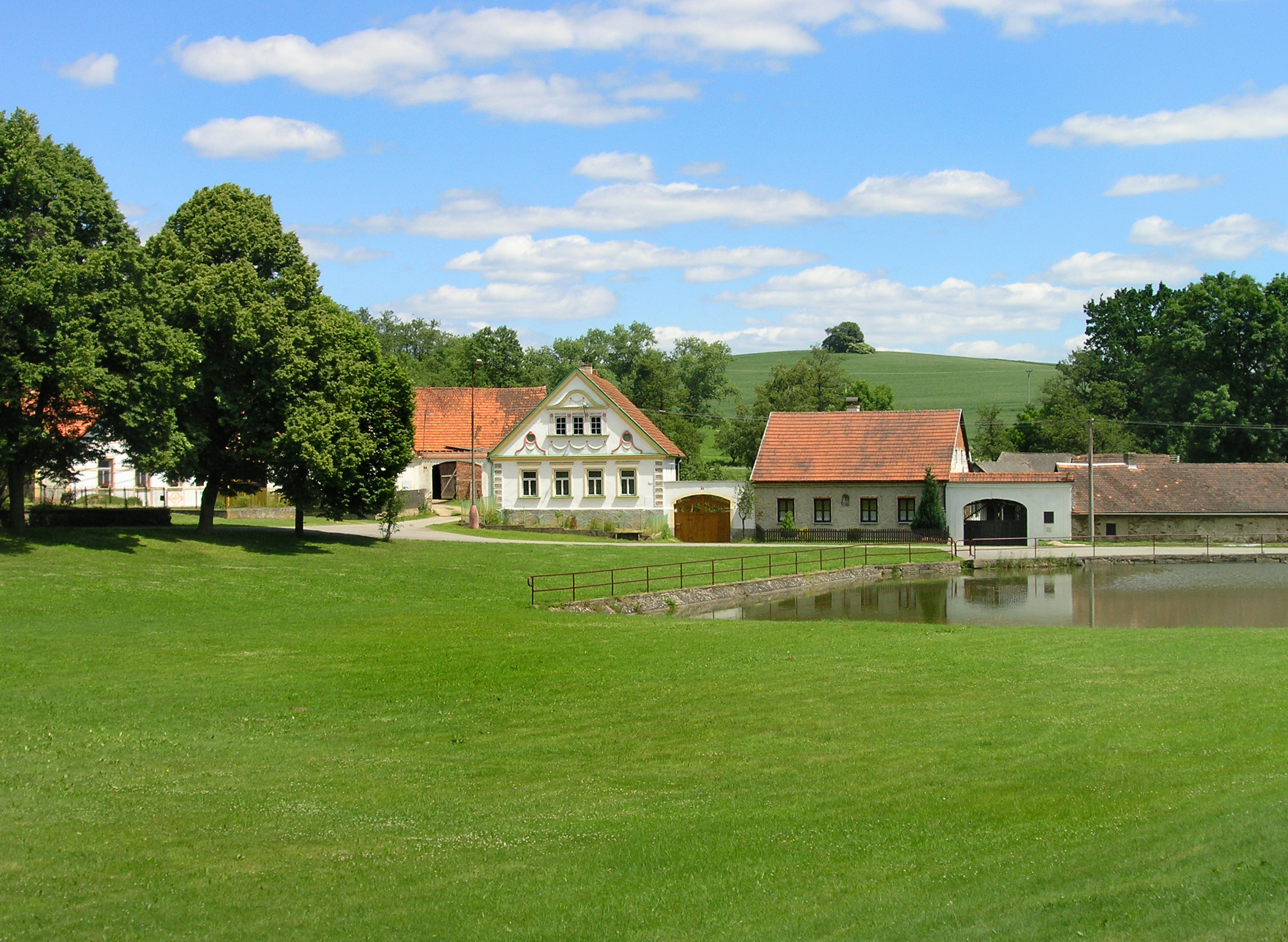
Dorfplatz
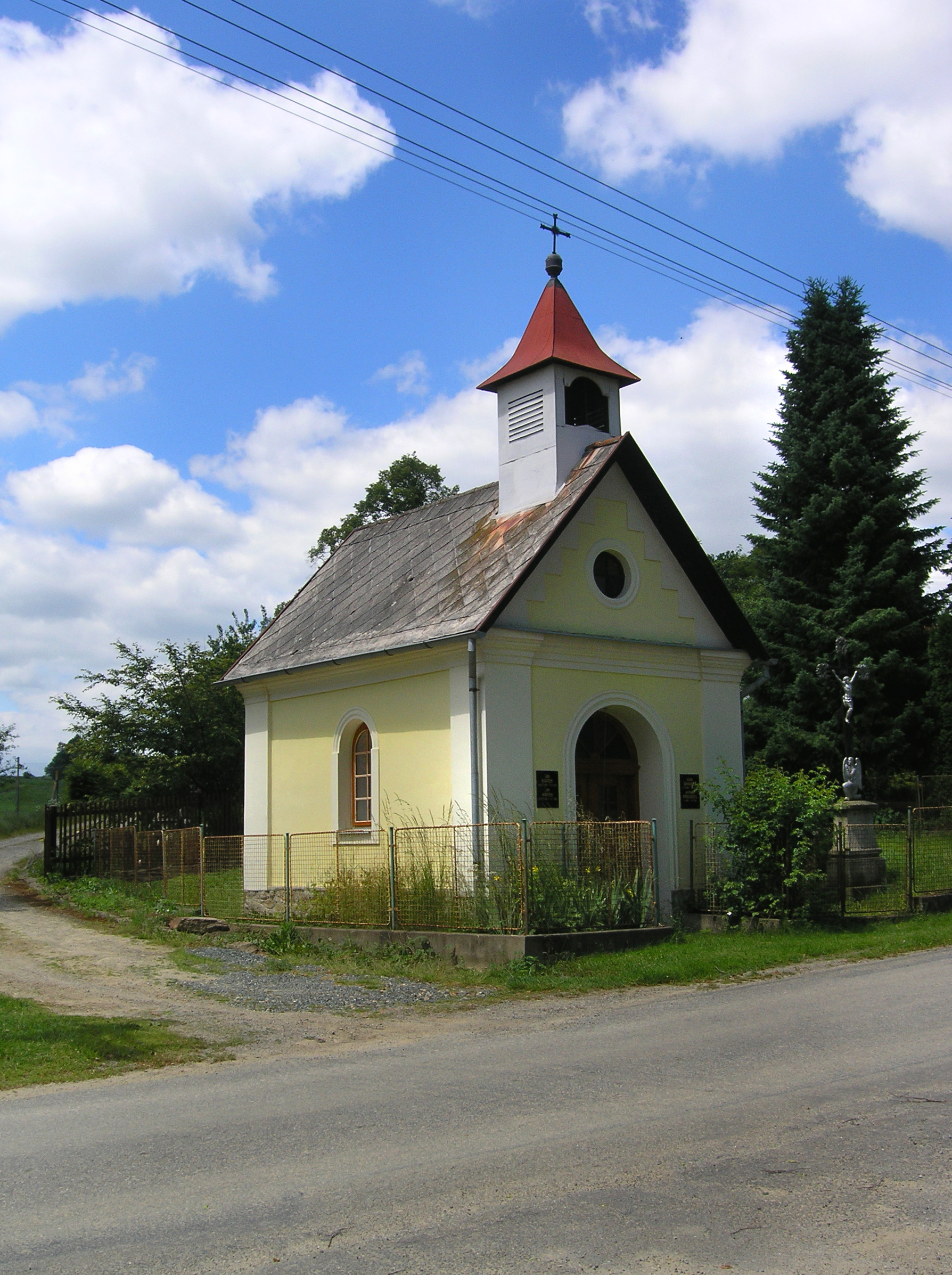
Die Kapelle